# Flor O’Mahony
Florence „Flor“ O’Mahony (* 23. Januar 1946 in Dalkey, Dublin; † 28. Juli 2023 in Dublin) war ein irischer Politiker der Irish Labour Party und Mitglied des Europäischen Parlaments.

## Biografie
O’Mahony machte seinen Abschluss in Wirtschaftswissenschaften und Englischer Literatur am University College Dublin. Bereits während seines Studiums trat er der Labour Party bei. Er war zunächst kommunalpolitisch in Dún Laoghaire aktiv.
O’Mahony war in den 1970er Jahren Berater der Vorsitzenden der Labour Party Brendan Corish und Frank Cluskey. Er versuchte selbst, 1969, 1973, im November 1982, 1987 und 1989 für den Dáil Éireann in den Wahlkreisen Dún Laoghaire–Rathdown oder Dublin North West zu kandidieren. Keine Kandidatur hatte Erfolg. 1981 konnte er aber über die Verwaltungsliste in den Seanad Éireann einziehen. Diesen Sitz konnte er bis 1987 halten. Im März 1983 war John Horgan als Mitglied des Europäischen Parlaments zurückgetreten. Für ihn rückte O’Mahony nach. Bei der Europawahl 1984 verlor er aber den Sitz wieder.
Nach seiner politischen Karriere wurde er zum Lobbyisten der Tabakindustrie.

## Privates
Flor O’Mahony hatte mit seiner Frau vier Kinder.